# Barney Kessel

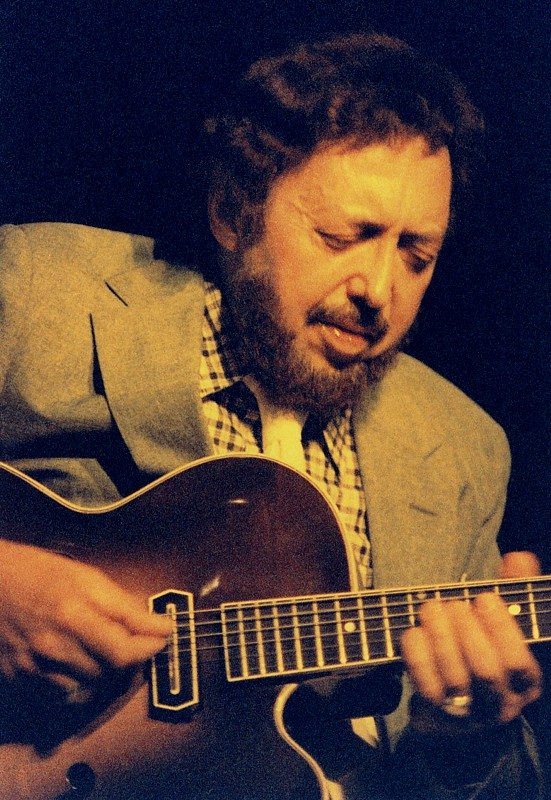
Barney Kessel

Barney Kessel (Muskogee (Oklahoma), 17 oktober 1923 - San Diego (Californië), 6 mei 2004) was een Amerikaans jazzgitarist.

## Biografie
Hij werd geboren uit een arm gezin. Kessel kocht zijn eerste gitaar toen hij 12 jaar was. Op veertienjarige leeftijd begon hij aan een muzikale opleiding.
De voornaamste bron van inspiratie van de jonge musicus was de gitarist Charlie Christian. Kessel begon met steeds grotere artiesten te spelen en kreeg ondertussen een goede reputatie. In 1944 was hij ook te zien in de film 'Jammin The Blues' van Lester Young. Hij maakte deel uit van de bigbands van Charlie Barnet (1944-1945) en Artie Shaw (1945).
In 1947 keerde Kessel terug naar de J.A.T.P groep van Norman Granz en speelde samen met Charlie Parkers legendarische plaat "Relaxin' at Camarillo". In 1952-1953 speelde hij als gitarist bij het vroege Oscar Peterson Trio en het Oscar Peterson Quartet.
Kessel werd meerdere jaren achtereen uitgeroepen tot de nummer één gitarist in de "polls" (verkiezingen) van o.a. het toonaangevende blad Down Beat. In 1956 werden Kessel, bassist Ray Brown en drummer Shelly Manne tot nummer één op hun instrument uitgeroepen door Down Beat, Metronome en Playboy. Daarop spelen ze samen als trio onder de naam "Poll Winners".
Verder speelde Kessel met onder anderen Louis Armstrong, Nat King Cole, Coleman Hawkins, Roy Eldridge, Lionel Hampton, Ben Webster, Woody Herman, Ben Webster, George Benson en Art Tatum. Hij heeft ook grote zangeressen begeleid zoals: Billie Holiday, Ella Fitzgerald, Julie London, Sarah Vaughan en Anita O'Day. 
In de jaren 60 maakte hij ook muziek voor films maar vanaf 1973 maakte hij ook weer jazzmuziek. Hij speelde onder meer met het Great Guitars Quintet (met zijn collega's Charlie Byrd en Herb Ellis).
In 1992 werd hij slachtoffer van een ernstig herseninfarct. Ondertussen kreeg hij ernstige financiële problemen en in 1999 werd hij opgenomen in de Oklahoma Music Hall of Fame. Vier jaar later, in 2004, overleed hij.
- Bibsys: 1006639
- Biblioteca Nacional de España: XX856110
- Bibliothèque nationale de France: cb138959564 (data)
- Gemeinsame Normdatei: 129284351
- International Standard Name Identifier: 0000 0000 8130 6976
- Library of Congress Control Number: n82025135
- MusicBrainz: cf347470-d1d1-48b4-bda1-8171418ef5a7
- Nationale Bibliotheek van Tsjechië: xx0145983
- Nationale Bibliotheek van Israël: 987007337138205171
- Nederlandse Thesaurus van Auteursnamen: 073084328
- Istituto Centrale per il Catalogo Unico: RT1V041582
- LIBRIS: 276717
- SNAC: w6gf1f46
- Système universitaire de documentation: 156899728
- Virtual International Authority File: 51875741
- WorldCat: E39PBJvd6pvtYcXyRDPkhgjV4q